# Großes Ikosaeder

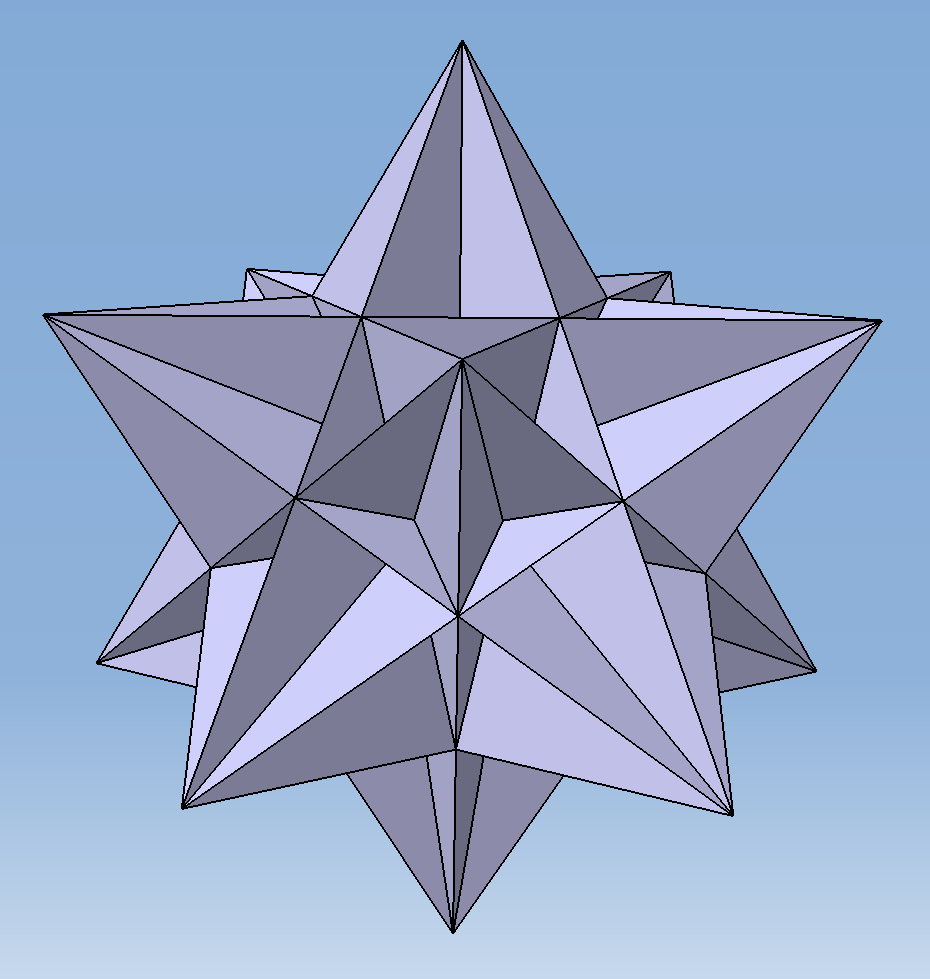
Großes Ikosaeder

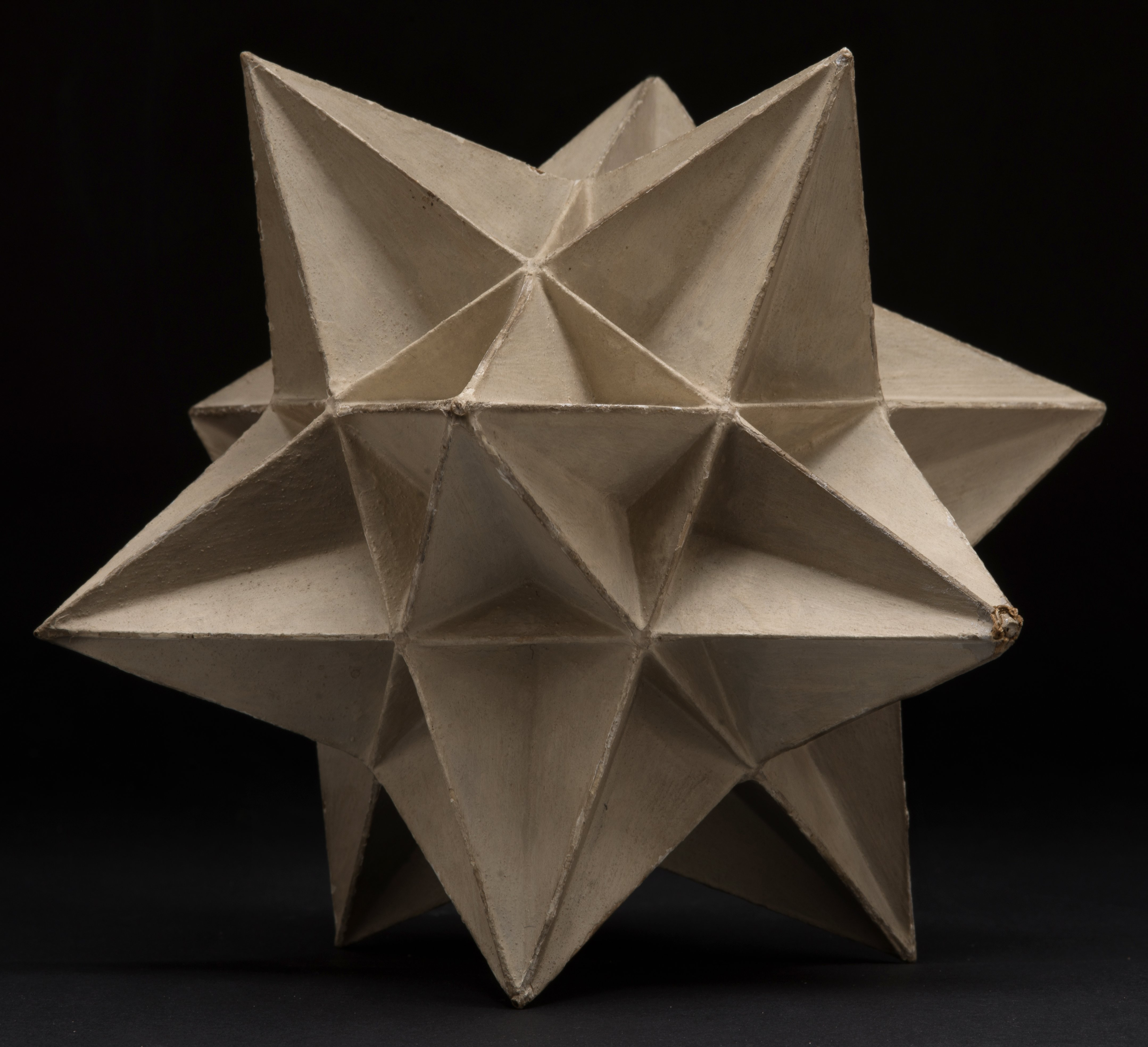
Pappmodell aus der Universität Tübingen (etwa 1860)

Das Große Ikosaeder ist ein reguläres Polyeder und einer der vier Kepler-Poinsot-Körper. Er wird von 20 gleichseitigen Dreiecken begrenzt, die 60 gleichschenklige Dreiecke und 120 unregelmäßige Dreiecke bilden.

## Eigenschaften
Grundkörper ist der Dodekaederstern. Das Große Ikosaeder ist das Ergebnis von 20 sich gegenseitig schneidenden gleichseitigen Dreiecken, die im Dodekaederstern zu finden sind. Die Dreiecke schneiden sich unter einem Winkel von ≈ 70,5°. Jeweils zwei Dreiecke stoßen an einer ihrer Kanten zusammen und bilden hier einen „Rippenwinkel“ von ≈ 41,8°. Dieser Sternkörper ist quasi ein reduzierter Dodekaederstern, wobei die 60 Ausschnitte die Form von irregulären Tetraedern haben.
Das Große Ikosaeder ist eine Stellation und eine Facettierung des Ikosaeders (siehe Kepler-Poinsot-Körper – Stellationen und Facettierungen).

## Formeln
| Größen eines Ikosaedersterns mit Kantenlänge a    | Größen eines Ikosaedersterns mit Kantenlänge a                                                                                              |
| ------------------------------------------------- | --- |
| Volumen                                           | {\displaystyle V={\frac {a^{3}}{4}}\cdot (83\cdot {\sqrt {5}}-185)} {\displaystyle \approx 0{,}148\cdot a^{3}}                              |
| Oberflächeninhalt                                 | {\displaystyle A_{O}=3\cdot a^{2}\cdot {\sqrt {3}}\cdot (16\cdot {\sqrt {5}}-35)} {\displaystyle \approx 4{,}038\cdot a^{2}}                |
| Länge der Schenkel der gleichschenkligen Dreiecke | {\displaystyle s=a\cdot ({\sqrt {5}}-2)} {\displaystyle \approx 0{,}236\cdot a}                                                             |
| Länge der Basis der gleichschenkligen Dreiecke    | {\displaystyle b={\frac {a}{10}}\cdot (7\cdot {\sqrt {10}}-15\cdot {\sqrt {2}})} {\displaystyle \approx 0{,}092\cdot a}                     |
| Umkugelradius                                     | {\displaystyle r_{u}={\frac {a}{4}}\cdot {\sqrt {10-2\cdot {\sqrt {5}}}}} {\displaystyle \approx 0{,}588\cdot a}                            |
| Kantenkugelradius                                 | {\displaystyle r_{k}={\frac {a}{4}}\cdot ({\sqrt {5}}-1)} {\displaystyle \approx 0{,}309\cdot a}                                            |
| Inkugelradius                                     | {\displaystyle r_{i}={\frac {a}{20}}\cdot {\sqrt {50-10\cdot {\sqrt {5}}}}} {\displaystyle \approx 0{,}262\cdot a}                          |
| Höhe der Pyramiden                                | {\displaystyle k={\frac {a}{20}}\cdot {\sqrt {50-22\cdot {\sqrt {5}}}}} {\displaystyle \approx 0{,}045\cdot a}                              |
| Verhältnis von Volumen zu Umkugelvolumen          | {\displaystyle {\frac {V}{V_{U\!K}}}={\frac {3}{10\cdot \pi }}\cdot {\sqrt {36250-16210\cdot {\sqrt {5}}}}} {\displaystyle \approx 0{,}174} |
| Innenwinkel des gleichseitigen Dreiecks           | {\displaystyle \alpha =60^{\circ }} |
| Winkel zwischen benachbarten Flächen              | {\displaystyle \beta _{1}=\arccos {\frac {1}{3}}} {\displaystyle \approx 70^{\circ }\,31^{\prime }\,44^{\prime \prime }}                    |
| Winkel zwischen benachbarten Flächen              | {\displaystyle \beta _{2}=\arccos \!{\frac {\sqrt {5}}{3}}} {\displaystyle \approx 41^{\circ }\,48^{\prime }\,37^{\prime \prime }}          |

## Zusammenhang mit anderen Polyedern

Durch Abstumpfen eines Ikosaedersterns entsteht der abgestumpfte Ikosaederstern, der von außen wie ein Ikosaeder aussieht, das Große Ikosidodekaeder und schließlich das Große Ikosaeder.

Die konvexe Hülle ist das Ikosaeder. Es hat auch gemeinsame Kanten mit dem Dodekaederstern. Es gibt vier verwandte Polyeder, die durch Abstumpfen entstehen.
Das duale Polyeder ist der Ikosaederstern. Das Große Ikosidodekaeder ist eine Rektifikation, wobei Kanten bis zu Punkten abgestumpft werden. Der abgestumpfte Ikosaederstern kann als ein degeneriertes reguläres Polyeder angesehen werden, weil seine Ecken und Kanten übereinstimmen, aber es ist für die Vollständigkeit enthalten. Die Oberfläche sieht aus wie ein normales Ikosaeder, aber es hat 40 Seitenflächen, die paarweise übereinstimmen. Die Spitzen werden abgeschnitten, bis sie die Ebene des Pentagramms unter ihnen erreichen. Die 40 Seitenflächen sind 20 gleichseitige Dreiecke von den abgestumpften Ecken und 20 Dreiecke, die die ersten 20 Dreiecke überlappen. Diese werden gebildet, indem die ursprünglichen Pentagramme abgestumpft werden.